# Lista das Santas Casas de Misericórdia em Portugal
Esta é uma lista das Santas Casas de Misericórdia em Portugal.
| Nome da Instituição                                                                               | Municipio                  | Região                | Observações                                                            |
| Santa Casa Da Misericórdia De Bragança                                                            | Bragança                   | Norte                 | Atividades de apoio social com alojamento para idosos                  |
| Santa Casa Da Misericórdia De Mogadouro                                                           | Mogadouro                  | Norte                 | Atividades de apoio social com alojamento para idosos                  |
| Santa Casa Da Misericórdia De Nisa                                                                | Nisa                       | Alentejo              | Atividades de apoio social com alojamento para idosos                  |
| Santa Casa Da Misericórdia De Ovar                                                                | Ovar                       | Centro                | Atividades de apoio social com alojamento para idosos                  |
| Santa Casa Da Misericórdia De Sines                                                               | Sines                      | Alentejo              | Atividades de apoio social com alojamento para idosos                  |
| Santa Casa Da Misericórdia De Sintra                                                              | Sintra                     | Lisboa e Vale do Tejo | Atividades de apoio social sem alojamento                              |
| Santa Casa Da Misericórdia De Vizela                                                              | Vizela                     | Norte                 |                                                                        |
| Santa Casa Da Misericórdia De Louriçal                                                            |                            |                       |                                                                        |
| Irmandade Da Santa Casa Da Misericórdia De Santa Cruz Da Ilha Das Flores                          | Flores                     | Açores                |                                                                        |
| Santa Casa Da Misericórdia De Mafra                                                               | Mafra                      | Lisboa e Vale do Tejo |                                                                        |
| Santa Casa Da Misericórdia E Hospital De São João Da Vila Da Lousã                                | Lousã                      | Centro                |                                                                        |
| Santa Casa Da Misericórdia De Póvoa De Lanhoso                                                    |                            | Norte                 |                                                                        |
| Santa Casa Da Misericórdia De Galizes                                                             |                            |                       | Atividades de apoio social com alojamento para pessoas com deficiência |
| Santa Casa Da Misericórdia De Santa Comba Dão                                                     |                            | Centro                |                                                                        |
| Santa Casa Da Misericórdia De Portalegre                                                          | Portalegre                 | Alentejo              |                                                                        |
| Santa Casa Da Misericórdia De Machico                                                             | Machico                    | Madeira               |                                                                        |
| Santa Casa De Misericórdia De Boticas                                                             |                            |                       |                                                                        |
| Santa Casa Da Misericórdia De Lagos                                                               | Lagos                      | Algarve               |                                                                        |
| Santa Casa Da Misericórdia De Vila Franca Do Campo                                                |                            |                       |                                                                        |
| Santa Casa Da Misericórdia De Leiria Hospital Dom Manuel De Aguiar                                | Leiria                     | Centro                |                                                                        |
| Santa Casa Da Misericórdia De Valpaços                                                            |                            |                       | Atividades de apoio social com alojamento para idosos                  |
| Santa Casa Da Misericórdia Do Fundão                                                              | Fundão                     | Centro                | Atividades de apoio social com alojamento para idosos                  |
| Santa Casa Da Misericórdia De Barcelos                                                            | Barcelos                   | Norte                 | Atividades de apoio social com alojamento para idosos                  |
| Santa Casa Da Misericórdia De Alcobaça                                                            | Alcobaça                   | Centro                | Atividades de apoio social com alojamento para idosos                  |
| Santa Casa Da Misericórdia De Santar                                                              |                            |                       |                                                                        |
| Santa Casa Da Misericórdia De Ribeira De Pena                                                     |                            |                       |                                                                        |
| Santa Casa Da Misericórdia De Vila Do Conde                                                       | Vila do Conde              | Norte                 |                                                                        |
| Santa Casa Da Misericórdia De Montemor-o-Novo                                                     | Montemor-o-Novo            | Alentejo              |                                                                        |
| Santa Casa Da Misericórdia De Oeiras                                                              | Oeiras                     | Lisboa e Vale do Tejo | Atividades de cuidados para crianças                                   |
| Santa Casa Da Misericórdia De Alegrete                                                            |                            |                       | Atividades de apoio social com alojamento para idosos                  |
| Santa Casa Da Misericórdia De Lajes Do Pico                                                       |                            | Açores                | Atividades de apoio social com alojamento para idosos                  |
| Santa Casa Da Misericórdia De Porto De Mós                                                        | Porto de Mós               | Leiria                | Atividades de apoio social com alojamento para idosos                  |
| Santa Casa Da Misericórdia Da Covilhã                                                             | Covilhã                    | Centro                | Atividades de apoio social com alojamento para idosos                  |
| Santa Casa Da Misericórdia De Castanheira De Pêra                                                 | Castanheira de Pêra        | Centro                |                                                                        |
| Santa Casa Da Misericordia De Mesão Frio                                                          | Mesão Frio                 |                       |                                                                        |
| Santa Casa Da Misericórdia Do Sabugal                                                             | Sabugal                    | Centro                |                                                                        |
| Santa Casa Da Misericórdia Do Soito                                                               |                            |                       |                                                                        |
| Santa Casa Da Misericórdia De Redondo                                                             | Redondo                    | Alentejo              |                                                                        |
| Santa Casa Da Misericórdia Da Calheta                                                             | Calheta                    | Açores                |                                                                        |
| Santa Casa Da Misericórdia De Peso Da Régua                                                       | Peso da Régua              | Norte                 |                                                                        |
| Santa Casa Da Misericórdia De Borba                                                               | Borba                      | Alentejo              | Atividades de apoio social com alojamento para idosos                  |
| Santa Casa Da Misericórdia De Campo Maior                                                         | Campo Maior                | Alentejo              | Atividades de apoio social com alojamento para idosos                  |
| Irmandade Da Santa Casa Da Misericórdia Da Trofa                                                  | Trofa                      | Norte                 | Atividades de apoio social com alojamento para idosos                  |
| Irmandade De Nossa Senhora Da Misericórdia De Cerva                                               |                            |                       |                                                                        |
| Irmandade E Santa Casa Da Misericórdia De Santo Tirso                                             | Santo Tirso                | Norte                 |                                                                        |
| Santa Casa Da Misericórdia De Lamego                                                              | Lamego                     | Norte                 |                                                                        |
| Santa Casa Da Misericórdia Obra Da Figueira                                                       | Figueira da Foz            | Centro                |                                                                        |
| Santa Casa Da Misericórdia De Caminha                                                             | Caminha                    | Norte                 | Atividades de cuidados para crianças                                   |
| Santa Casa Da Misericordia Da Póvoa De Varzim                                                     | Póvoa do Varzim            | Norte                 |                                                                        |
| Santa Casa Da Misericórdia Da Concelho De Oliveira Do Bairro                                      | Oliveira do Bairro         | Centro                |                                                                        |
| Irmandade Da Santa Casa Da Misericórdia De Castro Daire                                           | Castro Daire               | Centro                | Atividades de apoio social com alojamento para idosos                  |
| Santa Casa Da Misericórdia De Beja                                                                | Beja                       | Alentejo              | Outras atividades de apoio social sem alojamento                       |
| Santa Casa Da Misericórdia De Cuba                                                                | Cuba                       | Alentejo              | Atividades de apoio social com alojamento para idosos                  |
| Santa Casa Da Misericórdia De Mora                                                                | Mora                       | Alentejo              | Atividades de apoio social com alojamento para idosos                  |
| Santa Casa Da Misericórdia De Faro                                                                | Faro                       | Algarve               | Atividades de apoio social com alojamento para idosos                  |
| Santa Casa Da Misericórdia De Seia                                                                | Seia                       | Centro                | Atividades de apoio social com alojamento                              |
| Santa Casa Da Misericórdia De Fafe                                                                | Fafe                       | Norte                 | Atividades de apoio social com alojamento para idosos                  |
| Santa Casa Da Misericórdia De Mêda                                                                |                            |                       | Atividades de apoio social com alojamento                              |
| Santa Casa Da Misericórdia De Santa Cruz                                                          |                            |                       |                                                                        |
| Santa Casa Da Misericórdia Da Maia                                                                | Maia                       | Norte                 |                                                                        |
| Santa Casa Da Misericórdia De Almodôvar                                                           | Almodôvar                  | Alentejo              |                                                                        |
| Santa Casa Da Misericórdia De Amarante                                                            | Amarante                   | Norte                 |                                                                        |
| Santa Casa Da Misericórdia De Vendas Novas                                                        | Vendas Novas               | Alentejo              |                                                                        |
| Santa Casa Da Misericórdia De Torres Vedras                                                       | Torres Vedras              | Lisboa e Vale do Tejo |                                                                        |
| Santa Casa Da Misericórdia De Vila De Rei                                                         | Vila de Rei                | Centro                |                                                                        |
| Santa Casa Da Misericórdia De Macedo De Cavaleiros                                                | Macedo de Cavaleiros       | Centro                |                                                                        |
| Santa Casa Da Misericórdia De Ponta Delgada                                                       | Ponta Delgada              | Açores                |                                                                        |
| Santa Casa Da Misericórdia De Manteigas                                                           | Manteigas                  | Centro                |                                                                        |
| Santa Casa Da Misericórdia De Olhão                                                               | Olhão                      | Algarve               |                                                                        |
| Santa Casa Da Misericórdia Da Golegã                                                              | Golegã                     | Lisboa e Vale do Tejo |                                                                        |
| Santa Casa Da Misericórdia De Gavião                                                              |                            |                       |                                                                        |
| Santa Casa Misericórdia Velas                                                                     |                            |                       |                                                                        |
| Santa Casa Da Misericórdia De Vila Verde                                                          | Vila Verde                 | Centro                |                                                                        |
| Santa Casa Da Misericórdia Do Entroncamento                                                       | Entroncamento              | Lisboa e Vale do Tejo |                                                                        |
| Santa Casa Da Misericórdia De Ourique                                                             | Ourique                    | Alentejo              |                                                                        |
| Santa Casa Da Misericórdia De Ferreira Do Alentejo                                                | Ferreira Do Alentejo       | Alentejo              |                                                                        |
| Santa Casa Da Misericórdia De Lousada                                                             | Lousada                    | Norte                 |                                                                        |
| Santa Casa Da Misericórdia Da Vila De Fronteira                                                   | Fronteira                  | Alentejo              |                                                                        |
| Santa Casa Da Misericórdia De Lagoa                                                               | Lagoa                      | Algarve               |                                                                        |
| Santa Casa Da Misericordia De Azeitão                                                             | Azeitão                    | Lisboa e Vale do Tejo |                                                                        |
| Santa Casa Da Misericórdia De Espinho                                                             | Espinho                    | Norte                 |                                                                        |
| Santa Casa Da Misericórdia De Monforte                                                            | Monforte                   | Alentejo              |                                                                        |
| Santa Casa Da Misericordia De Ponta Delgada - Escola Profissional - Mep                           | Ponta Delgada              | Açores                |                                                                        |
| Santa Casa Da Misericórdia De Vale De Cambra                                                      | Vale de Cambra             | Centro                |                                                                        |
| Santa Casa Da Misericórdia Do Cartaxo                                                             | Cartaxo                    | Lisboa e Vale do Tejo |                                                                        |
| Santa Casa Da Misericórdia De Castelo Branco                                                      | Castelo Branco             | Centro                |                                                                        |
| Santa Casa Da Misericórdia De Alenquer                                                            | Alenquer                   | Lisboa e Vale do Tejo |                                                                        |
| Santa Casa Da Misericórdia De Estarreja                                                           | Estarreja                  | Centro                |                                                                        |
| Santa Casa Da Misericórdia De Moncarapacho                                                        | Moncarapacho               | Algarve               |                                                                        |
| Santa Casa Da Misericórdia De Sardoal                                                             |                            |                       |                                                                        |
| Santa Casa Da Misericórdia De Alcochete                                                           | Alcochete                  | Lisboa e Vale do Tejo |                                                                        |
| Santa Casa Da Misericórdia De Condeixa                                                            | Condeixa                   | Centro                |                                                                        |
| Santa Casa Da Misericórdia De Azambuja                                                            | Azambuja                   | Lisboa e Vale do Tejo |                                                                        |
| Santa Casa Da Misericórdia De Arcos De Valdevez                                                   | Arcos de Valdevez          | Norte                 |                                                                        |
| Santa Casa Da Misericórdia De Alter Do Chão                                                       | Alter do Chão              | Alentejo              |                                                                        |
| Santa Casa Da Misericórdia De Baião                                                               | Baião                      | Norte                 |                                                                        |
| Santa Casa Da Misericórdia De Coruche                                                             | Coruche                    | Lisboa e Vale do Tejo |                                                                        |
| Santa Casa Da Misericórdia Do Bom Jesus De Matosinhos                                             | Matosinhos                 | Norte                 |                                                                        |
| Santa Casa Da Misericórdia De Buarcos                                                             | Buarcos                    |                       |                                                                        |
| Santa Casa Da Misericórdia De Rio Maior                                                           | Rio Maior                  | Lisboa e Vale do Tejo |                                                                        |
| Santa Casa Da Misericórdia De Aveiro                                                              | Aveiro                     | Centro                |                                                                        |
| Santa Casa Da Misericórdia De Chaves                                                              | Chaves                     | Norte                 |                                                                        |
| Santa Casa Da Misericórdia De Montemor-o-velho                                                    | Montemor-o-velho           | Centro                |                                                                        |
| Santa Casa Da Misericórdia De Cinfães                                                             | Cinfães                    | Norte                 |                                                                        |
| Santa Casa Da Misericórdia De Vale De Besteiros                                                   |                            |                       |                                                                        |
| Santa Casa Da Misericórdia De Gouveia                                                             | Gouveia                    | Centro                |                                                                        |
| Santa Casa Da Misericórdia De Alandroal                                                           | Alandroal                  | Alentejo              |                                                                        |
| Santa Casa Da Misericórdia De Castro Marim                                                        | Castro Marim               | Alentejo              |                                                                        |
| Santa Casa Da Misericórdia De Benedita                                                            | Benedita                   | Lisboa e Vale do Tejo |                                                                        |
| Santa Casa Da Misericórdia Da Vila Da Praia Da Graciosa                                           | Graciosa                   | Açores                |                                                                        |
| Santa Casa Da Misericórdia De Alvorge                                                             |                            |                       |                                                                        |
| Santa Casa Da Misericórdia De Veiros                                                              |                            |                       |                                                                        |
| Santa Casa Da Misericórdia De Alvito                                                              | Alvito                     | Alentejo              |                                                                        |
| Santa Casa Da Misericórdia Da Horta                                                               | Horta                      | Açores                |                                                                        |
| Santa Casa Da Misericórdia De Arouca                                                              | Arouca                     | Centro                |                                                                        |
| Santa Casa Da Misericórdia De Azinhaga                                                            | Azinhaga                   | Lisboa e Vale do Tejo |                                                                        |
| Santa Casa Da Misericórdia Da Freguesia De Alfeizerão                                             | Alfeizerão                 | Lisboa e Vale do Tejo |                                                                        |
| Santa Casa Da Misericórdia De Óbidos                                                              | Óbidos                     | Lisboa e Vale do Tejo |                                                                        |
| Santa Casa Da Misericórdia De Portel                                                              | Portel                     | Alentejo              |                                                                        |
| Santa Casa Da Misericórdia De Serpa                                                               | Serpa                      | Alentejo              |                                                                        |
| Santa Casa Da Misericórdia De Sesimbra                                                            | Sesimbra                   | Lisboa e Vale do Tejo |                                                                        |
| Santa Casa Da Misericórdia De Ferreira Do Zêzere                                                  | Ferreira do Zêzere         | Centro                |                                                                        |
| Santa Casa Da Misericórdia De Vouzela                                                             | Vouzela                    | Norte                 |                                                                        |
| Santa Casa Da Misericórdia De Moura - Lar De São Francisco                                        | Moura                      | Alentejo              |                                                                        |
| Santa Casa Da Misericórdia De Mourão                                                              | Mourão                     | Alentejo              |                                                                        |
| Santa Casa De Misericórdia De Caldas Da Rainha                                                    | Caldas da Rainha           | Lisboa e Vale do Tejo |                                                                        |
| Santa Casa Da Misericórdia De Idanha-a-nova                                                       | Idanha-a-nova              | Centro                |                                                                        |
| Santa Casa Da Misericórdia De Belmonte                                                            | Belmonte                   | Centro                |                                                                        |
| Santa Casa Da Misericórdia De Mangualde                                                           | Mangualde                  | Centro                |                                                                        |
| Santa Casa Da Misericórdia De Sever Do Vouga                                                      | Sever do Vouga             | Centro                |                                                                        |
| Santa Casa Da Misericórdia De Cabeço De Vide                                                      | Cabeço de Vide             | Alentejo              |                                                                        |
| Santa Casa Da Misericórdia Do Bombarral                                                           | Bombarral                  | Lisboa e Vale do Tejo | Atividades de apoio social para pessoas idosas                         |
| Santa Casa Da Misericórdia De Arronches                                                           | Arronches                  |                       | Atividades de apoio social com alojamento para pessoas idosas          |
| Santa Casa Da Misericórdia De S. Brás De Alportel                                                 | Alportel                   | Algarve               | Atividades de apoio social com alojamento para pessoas idosas          |
| Santa Casa Da Misericórdia Das Lages                                                              | Lages                      | Açores                | Atividades de apoio social com alojamento para pessoas idosas          |
| Santa Casa Da Misericórdia Do Corvo                                                               | Corvo                      | Açores                | Atividades de apoio social com alojamento para pessoas idosas          |
| Santa Casa Da Misericórdia De Vila Do Porto                                                       |                            |                       | Atividades de organizações religiosas                                  |
| Santa Casa Da Misericórdia De Vila Nova De Cerveira                                               | Vila Nova de Cerveira      | Centro                | Atividades de apoio social com alojamento para pessoas idosas          |
| Santa Casa Da Misericórdia De Évoramonte                                                          | Évoramonte                 | Alentejo              | Atividades de apoio social com alojamento para pessoas idosas          |
| Santa Casa Da Misericórdia De Gáfete                                                              |                            |                       | Atividades de apoio social com alojamento para pessoas idosas          |
| Santa Casa Da Misericórdia De Viseu                                                               | Viseu                      | Centro                | atividades de apoio social sem alojamento                              |
| Santa Casa Da Misericórdia De Anadia                                                              | Anadia                     | Centro                | Atividades de prática médica especializada em ambulatório              |
| Santa Casa Da Misericórdia De Estremoz                                                            | Estremoz                   | Alentejo              | Atividades de apoio social com alojamento                              |
| Santa Casa Da Misericórdia De Coimbra                                                             | Coimbra                    | Centro                | Atividades de apoio social com alojamento para pessoas idosas          |
| Santa Casa Da Misericórdia De Almada                                                              | Almada                     | Lisboa e Vale do Tejo | Atividades de apoio social com alojamento para pessoas idosas          |
| Santa Casa Da Misericórdia De Évora                                                               | Évora                      | Alentejo              | Atividades de apoio social com alojamento para pessoas idosas          |
| Santa Casa Da Misericórdia De Santiago Do Cacém                                                   | Santiago do Cacém          | Alentejo              |                                                                        |
| Santa Casa Da Misericórdia De Silves                                                              | Silves                     | Algarve               |                                                                        |
| Santa Casa Da Misericórdia De Montalvão                                                           | Montalvão                  |                       |                                                                        |
| Santa Casa Da Misericórdia De Castelo De Paiva                                                    | Castelo de Paiva           | Norte                 |                                                                        |
| Santa Casa Da Misericórdia Da Mealhada                                                            | Mealhada                   | Centro                |                                                                        |
| Santa Casa Da Misericórdia De Freixo De Espada À Cinta                                            | Freixo de Espada à Cinta   | Centro                |                                                                        |
| Santa Casa Da Misericordia De Tábua                                                               | Tábua                      | Centro                |                                                                        |
| Santa Casa Da Misericórdia De Melgaço                                                             | Melgaço                    | Norte                 |                                                                        |
| Santa Casa Da Misericórdia De Álvaro                                                              |                            |                       |                                                                        |
| Santa Casa Da Misericórdia De Figueiró Dos Vinhos                                                 | Figueiró dos Vinhos        | Centro                |                                                                        |
| Santa Casa Da Misericórdia De Vimioso                                                             | Vimioso                    | Norte                 |                                                                        |
| Santa Casa Da Misericórdia De Torres Novas                                                        | Torres Novas               | Lisboa e Vale do Tejo |                                                                        |
| Santa Casa Da Misericórdia De Tondela                                                             | Tondela                    | Centro                |                                                                        |
| Santa Casa Da Misericórdia De Sousel                                                              | Sousel                     | Centro                |                                                                        |
| Santa Casa Da Misericórdia De Vimeiro                                                             | Vimeiro                    | Lisboa e Vale do Tejo |                                                                        |
| Santa Casa Da Misericórdia De São João Da Madeira                                                 | São João da Madeira        | Norte                 |                                                                        |
| Santa Casa Da Misericórdia De Proença-a-nova                                                      | Proença-a-nova             | Centro                |                                                                        |
| Santa Casa Da Misericórdia De Almeirim                                                            | Almeirim                   | Lisboa e Vale do Tejo |                                                                        |
| Santa Casa Da Misericórdia De Alvaiázere                                                          | Alvaiázere                 | Centro                |                                                                        |
| Santa Casa Da Misericórdia De Vieira Do Minho                                                     | Vieira do Minho            | Norte                 |                                                                        |
| Santa Casa Da Misericórdia De Oliveira De Azeméis                                                 | Oliveira De Azeméis        | Centro                |                                                                        |
| Santa Casa Da Misericórdia De Vila Real De Santo António                                          | Vila Real De Santo António | Algarve               |                                                                        |
| Santa Casa Da Misericórdia De Moscavide                                                           | Moscavide                  | Lisboa e Vale do Tejo |                                                                        |
| Santa Casa Da Misericórdia Do Divino Espírito Santo Da Maia                                       | Maia                       | Norte                 |                                                                        |
| Santa Casa Da Misericórdia De Vila Do Bispo                                                       | Vila do Bispo              | Algarve               |                                                                        |
| Santa Casa Da Misericórdia De Alcáçovas                                                           | Alcáçovas                  | Algarve               |                                                                        |
| Santa Casa Da Misericórdia De Alfaiates                                                           | Alfaiates                  | Centro                |                                                                        |
| Santa Casa Da Misericórdia De Carrazeda De Ansiães                                                | Carrazeda De Ansiães       | Centro                |                                                                        |
| Santa Casa Da Misericórdia De Ansião                                                              | Ansião                     | Centro                |                                                                        |
| Santa Casa Da Misericórdia De Reguengos De Monsaraz                                               | Reguengos De Monsaraz      | Alentejo              |                                                                        |
| Santa Casa Da Misericórdia De Carregal Do Sal                                                     | Carregal Do Sal            | Alentejo              |                                                                        |
| Santa Casa Da Misericórdia De Santa Maria Da Feira                                                | Santa Maria Da Feira       | Norte                 |                                                                        |
| Santa Casa Da Misericórdia De Alhos Vedros                                                        | Alhos Vedros               | Lisboa e Vale do Tejo |                                                                        |
| Santa Casa Da Misericórdia De Miranda Do Corvo                                                    | Miranda da Corvo           | Norte                 |                                                                        |
| Santa Casa Da Misericórdia De Vinhais                                                             | Vinhais                    | Norte                 |                                                                        |
| Santa Casa Da Misericórdia De Barreiro                                                            | Barreiro                   | Lisboa e Vale do Tejo |                                                                        |
| Santa Casa Da Misericórdia Do Montijo                                                             | Montijo                    | Lisboa e Vale do Tejo |                                                                        |
| Santa Casa Da Misericórdia Da Madalena Do Pico                                                    | Pico                       | Açores                |                                                                        |
| Santa Casa Da Misericórdia Da Marteleira                                                          |                            |                       |                                                                        |
| Santa Casa Da Misericórdia De Pombal                                                              | Pombal                     | Centro                |                                                                        |
| Santa Casa Da Misericórdia De Vila Nova De Famalicão                                              | Vila Nova De Famalicão     | Norte                 |                                                                        |
| Santa Casa Da Misericórdia De Vila De Frades                                                      | Vila De Frades             |                       |                                                                        |
| Santa Casa Da Misericórdia De Vila Nova De Foz Côa                                                | Vila Nova De Foz Côa       | Centro                | Atividades de apoio social com alojamento para pessoas idosas          |
| Santa Casa Da Misericórdia De Algoso                                                              | Algoso                     |                       | Atividades de apoio social com alojamento para pessoas idosas          |
| Santa Casa Da Misericórdia De Pernes                                                              | Pernes                     | Centro                | Atividades de apoio social com alojamento para pessoas idosas          |
| Santa Casa Da Misericórdia De Vila Nova Da Barquinha                                              | Vila Nova Da Barquinha     | Centro                | Atividades de apoio social com alojamento para pessoas idosas          |
| Santa Casa Da Misericórdia De Aldeia Galega De Merceana                                           |                            | Lisboa e Vale do Tejo | Atividades de apoio social com alojamento para pessoas idosas          |
| Santa Casa Da Misericórdia De Vila Alva                                                           | Vila Alva                  |                       | Atividades de apoio social com alojamento para pessoas idosas          |
| Santa Casa Da Misericórdia De Celorico Da Beira                                                   | Celorico Da Beira          | Centro                | Atividades de apoio social com alojamento para pessoas idosas          |
| Santa Casa Da Misericórdia De Pavia                                                               | Pavia                      |                       | Atividades de apoio social com alojamento para pessoas idosas          |
| Santa Casa Da Misericórdia De Vila Pouca De Aguiar                                                | Vila Pouca De Aguiar       | Centro                | Atividades de apoio social com alojamento para pessoas idosas          |
| Santa Casa Da Misericórdia De Montargil                                                           | Montargil                  | Alentejo              | Atividades de apoio social com alojamento para pessoas idosas          |
| Santa Casa Da Misericórdia De Mação                                                               | Mação                      | Centro                | Atividades de apoio social com alojamento para pessoas idosas          |
| Santa Casa Da Misericórdia De Vidigueira                                                          | Vidigueira                 | Alentejo              | Atividades de cuidados para crianças                                   |
| Santa Casa Da Misericórdia De Santulhão                                                           |                            |                       | Atividades de apoio social com alojamento para pessoas idosas          |
| Santa Casa Da Misericórdia De Pedrógão Grande                                                     | Pedrógão Grande            | Centro                | Atividades de apoio social com alojamento para pessoas idosas          |
| Santa Casa Da Misericórdia De Constância                                                          | Constância                 |                       |                                                                        |
| Santa Casa Da Misericórdia Da Vila De Santa Cruz Da Graciosa                                      | Graciosa                   | Açores                |                                                                        |
| Santa Casa Da Misericórdia De Viana Do Alentejo                                                   | Viana Do Alentejo          | Norte                 |                                                                        |
| Santa Casa Da Misericórdia Do Concelho De Avis                                                    | Avis                       | Alentejo              |                                                                        |
| Santa Casa Da Misericórdia De Cabrela                                                             | Cabrela                    |                       |                                                                        |
| Santa Casa Da Misericórdia De Azaruja                                                             | Azaruja                    | Lisboa e Vale do Tejo |                                                                        |
| Santa Casa Da Misericórdia De Penela Da Beira                                                     | Penela Da Beira            | Centro                |                                                                        |
| Santa Casa Da Misericórdia De Pinhel                                                              | Pinhel                     | Centro                |                                                                        |
| Santa Casa Da Misericórdia Do Funchal                                                             | Funchal                    | Madeira               |                                                                        |
| Santa Casa Da Misericórdia Da Vila De São Sebastião                                               |                            |                       |                                                                        |
| Santa Casa Da Misericórdia De Alcanede                                                            | Alcanede                   |                       |                                                                        |
| Santa Casa Da Misericórdia De Alpedrinha                                                          | Alpedrinha                 | Centro                |                                                                        |
| Santa Casa Da Misericórdia De Monsaraz                                                            | Monsaraz                   | Alentejo              |                                                                        |
| Santa Casa Da Misericórdia De Medelim                                                             |                            |                       |                                                                        |
| Santa Casa Da Misericórdia De Aljezur                                                             | Aljezur                    | Algarve               |                                                                        |
| Santa Casa Da Misericórdia De São Vicente Da Beira                                                |                            | Centro                |                                                                        |
| Santa Casa Da Misericórdia De Castelo De Vide                                                     | Castelo De Vide            | Alentejo              |                                                                        |
| Santa Casa Da Misericórdia De Sobral De Monte Agraço                                              | Sobral De Monte Agraço     | Lisboa e Vale do Tejo |                                                                        |
| Santa Casa Da Misericórdia De Marvão                                                              | Marvão                     | Alentejo              |                                                                        |
| Santa Casa Da Misericórdia De Cardigos                                                            |                            |                       |                                                                        |
| Santa Casa Da Misericórdia De Atouguia Da Baleia                                                  | Atouguia Da Baleia         | Centro                |                                                                        |
| Santa Casa Da Misericórdia De Azurara                                                             | Azurara                    |                       |                                                                        |
| Santa Casa Da Misericórdia De Assumar                                                             |                            |                       |                                                                        |
| Santa Casa Da Misericórdia De Linhares                                                            | Linhares                   | Norte                 |                                                                        |
| Santa Casa Da Misericórdia De Monchique                                                           | Monchique                  | Algarve               |                                                                        |
| Santa Casa Da Misericórdia Da Vila Do Cano                                                        |                            |                       |                                                                        |
| Santa Casa Da Misericórdia De Entradas                                                            |                            |                       |                                                                        |
| Santa Casa Da Misericórdia De Mexilhoeira Grande                                                  |                            |                       |                                                                        |
| Santa Casa Da Misericórdia De Soure                                                               | Soure                      | Centro                |                                                                        |
| Santa Casa Da Misericórdia De Alpalhão                                                            | Alpalhão                   | Centro                |                                                                        |
| Santa Casa Da Misericórdia De Sernancelhe                                                         | Sernancelhe                | Centro                |                                                                        |
| Santa Casa Da Misericórdia Da Vila Da Praia Da Vitória                                            | Praia Da Vitória           | Açores                |                                                                        |
| Santa Casa Da Misericórdia De Valença                                                             | Valença                    | Norte                 |                                                                        |
| Santa Casa Da Misericórdia De Vila Franca De Xira                                                 | Vila Franca De Xira        | Lisboa e Vale do Tejo |                                                                        |
| Santa Casa Da Misericórdia De Abrantes                                                            | Abrantes                   | Lisboa e Vale do Tejo |                                                                        |
| Santa Casa Da Misericórdia De Sabrosa                                                             | Sabrosa                    | Norte                 |                                                                        |
| Santa Casa Da Misericórdia Do Seixal                                                              | Seixal                     | Lisboa e Vale do Tejo |                                                                        |
| Santa Casa Da Misericórdia De Albufeira                                                           | Albufeira                  | Algarve               |                                                                        |
| Santa Casa Da Misericórdia De Mondim De Basto                                                     | Mondim De Basto            | Centro                |                                                                        |
| Santa Casa Da Misericórdia Da Povoação                                                            |                            |                       |                                                                        |
| Santa Casa Da Misericórdia De Miranda Do Douro                                                    | Miranda Do Douro           | Norte                 |                                                                        |
| Santa Casa Da Misericórdia De Moimenta Da Beira                                                   | Moimenta Da Beira          | Centro                |                                                                        |
| Santa Casa Da Misericórdia De Nordeste                                                            |                            |                       |                                                                        |
| Santa Casa Da Misericórdia De Mortágua                                                            | Mortágua                   | Centro                |                                                                        |
| Santa Casa Da Misericórdia De Canha                                                               |                            |                       |                                                                        |
| Santa Casa Da Misericórdia De Moncorvo                                                            | Moncorvo                   | Centro                |                                                                        |
| Santa Casa Da Misericórdia De Mirandela                                                           | Mirandela                  | Norte                 |                                                                        |
| Santa Casa Da Misericórdia De Penafiel                                                            | Penafiel                   | Norte                 |                                                                        |
| Santa Casa Da Misericórdia De São Roque Do Pico                                                   | Pico                       | Açores                |                                                                        |
| Santa Casa Da Misericórdia De Mértola                                                             | Mértola                    | Alentejo              |                                                                        |
| Santa Casa Da Misericórdia De Cabeção                                                             |                            |                       |                                                                        |
| Santa Casa Da Misericórdia De Palmela                                                             | Palmela                    | Lisboa e Vale do Tejo |                                                                        |
| Santa Casa Da Misericórdia De Águeda                                                              | Águeda                     | Centro                |                                                                        |
| Santa Casa Da Misericórdia Da Lourinhã                                                            | Lourinhã                   | Lisboa e Vale do Tejo |                                                                        |
| Santa Casa Da Misericórdia De Paredes De Coura                                                    | Paredes De Coura           | Norte                 |                                                                        |
| Santa Casa Da Misericórdia De Arruda Dos Vinhos                                                   | Arruda Dos Vinhos          | Lisboa e Vale do Tejo |                                                                        |
| Santa Casa Da Misericórdia De Oleiros                                                             | Oleiros                    |                       |                                                                        |
| Santa Casa Da Misericórdia Do Vimieiro                                                            | Vimieiro                   |                       |                                                                        |
| Santa Casa Da Misericórdia Da Soalheira                                                           |                            |                       |                                                                        |
| Santa Casa Da Misericórdia De Tomar                                                               | Tomar                      | Lisboa e Vale do Tejo |                                                                        |
| Santa Casa Da Misericórdia De Arganil                                                             | Arganil                    | Centro                |                                                                        |
| Santa Casa Da Misericórdia De Cantanhede                                                          | Cantanhede                 |                       |                                                                        |
| Santa Casa Da Misericórdia Da Marinha Grande                                                      | Marinha Grande             | Lisboa e Vale do Tejo | Atividades de apoio social com alojamento para idosos                  |
| Santa Casa Da Misericórdia De Alvor                                                               | Alvor                      | Algarve               | Atividades de apoio social com alojamento para idosos                  |
| Santa Casa Da Misericórdia De Rosmaninhal                                                         |                            |                       |                                                                        |
| Santa Casa Da Misericórdia Da Vila Da Chamusca                                                    | Chamusca                   | Lisboa e Vale do Tejo |                                                                        |
| Santa Casa Da Misericórdia De Setúbal                                                             | Setúbal                    | Lisboa e Vale do Tejo |                                                                        |
| Santa Casa Da Misericórdia De Angra Do Heroismo                                                   | Angra do Heroísmo          | Açores                |                                                                        |
| Santa Casa Da Misericórdia De Arraiolos                                                           | Arraiolos                  | Alentejo              |                                                                        |
| Santa Casa Da Misericórdia De Santo António De São Pedro Do Sul                                   | São Pedro Do Sul           | Centro                |                                                                        |
| Santa Casa Da Misericórdia De Benavente                                                           | Benavente                  | Lisboa e Vale do Tejo |                                                                        |
| Santa Casa Da Misericórdia De Vagos                                                               | Vagos                      | Centro                |                                                                        |
| Santa Casa Da Misericórdia De Ponte De Sôr                                                        | Ponte De Sôr               | Alentejo              |                                                                        |
| Santa Casa Da Misericórdia De Ponte De Lima                                                       | Ponte De Lima              | Braga                 |                                                                        |
| Santa Casa Da Misericórdia De Vila Real                                                           | Vila Real                  | Norte                 |                                                                        |
| Santa Casa Da Misericórdia Do Crato                                                               | Crato                      | Alentejo              |                                                                        |
| Santa Casa Da Misericórdia De Penela                                                              | Penela                     | Centro                |                                                                        |
| Santa Casa Da Misericórdia Do Marco De Canaveses                                                  | Marco De Canaveses         | Norte                 |                                                                        |
| Santa Casa Da Misericórdia De Trancoso                                                            | Trancoso                   | Norte                 |                                                                        |
| Santa Casa Da Misericórdia Da Amadora                                                             | Amadora                    | Lisboa e Vale do Tejo |                                                                        |
| Santa Casa Da Misericórdia Da Ribeira Grande                                                      | Ribeira Grande             | Açores                |                                                                        |
| Santa Casa Da Misericórdia De Felgueiras                                                          | Felgueiras                 | Norte                 |                                                                        |
| Santa Casa Da Misericórdia De Portimão                                                            | Portimão                   | Algarve               |                                                                        |
| Santa Casa Da Misericórdia De Lisboa                                                              | Lisboa                     | Lisboa e Vale do Tejo |                                                                        |
| Santa Casa Da Misericórdia Da Guarda                                                              | Guarda                     | Centro                |                                                                        |
| Santa Casa Da Misericórdia De Alcácer Do Sal                                                      | Alcácer Do Sal             | Alentejo              |                                                                        |
| Santa Casa Da Misericórdia De Braga                                                               | Braga                      | Norte                 |                                                                        |
| Santa Casa Da Misericórdia De Cascais                                                             | Cascais                    | Lisboa e Vale do Tejo |                                                                        |
| Santa Casa Da Misericórdia De Fão - Hospital E Lar S. João De Deus                                | Fão                        | Norte                 |                                                                        |
| Santa Casa Da Misericórdia De Guimarães                                                           | Guimarães                  | Norte                 |                                                                        |
| Santa Casa Da Misericórdia De Ponte Da Barca                                                      | Ponte Da Barca             | Norte                 |                                                                        |
| Santa Casa Da Misericórdia De Santarém                                                            | Santarém                   | Lisboa e Vale do Tejo |                                                                        |
| Santa Casa Da Misericórdia De Viana Do Castelo                                                    | Viana Do Castelo           | Norte                 |                                                                        |
| Santa Casa Da Misericórdia De Vila Flor                                                           | Vila Flor                  | Centro                |                                                                        |
| Santa Casa Da Misericórdia Do Porto                                                               | Porto                      | Norte                 |                                                                        |
| Santa Casa Da Misericórdia De Odemira                                                             | Odemira                    | Alentejo              |                                                                        |
| Santa Casa Da Misericórdia De Amares                                                              | Amares                     | Norte                 |                                                                        |
| Santa Casa Da Misericórdia De Almodôvar                                                           | Almodôvar                  | Alentejo              |                                                                        |
| Santa Casa Da Misericórdia De Amarante                                                            | Amarante                   | Norte                 |                                                                        |
| Santa Casa Da Misericórdia De Vendas Novas                                                        | Vendas Novas               | Alentejo              |                                                                        |
| Santa Casa Da Misericórdia De Torres Vedras                                                       | Torres Vedras              | Lisboa e Vale do Tejo |                                                                        |
| Santa Casa Da Misericórdia De Vila De Rei                                                         | Vila De Rei                | Centro                |                                                                        |
| Irmandade Da Santa Casa Da Misericórdia De Ílhavo                                                 | Ílhavo                     | Centro                |                                                                        |
| Irmandade Da Santa Casa Da Misericórdia Da Vila De Pereira                                        |                            |                       |                                                                        |
| Irmandade Da Santa Casa Da Misericórdia De Alcantarilha                                           | Alcantarilha               |                       |                                                                        |
| Irmandade Da Santa Casa Da Misericórdia De Tavira                                                 | Tavira                     | Algarve               |                                                                        |
| Irmandade Da Santa Casa Da Misericórdia De Semide                                                 |                            |                       |                                                                        |
| Irmandade Da Santa Casa Da Misericórdia Alfândega Da Fé                                           | Alfândega Da Fé            | Centro                |                                                                        |
| Irmandade Da Santa Casa De Misericórdia De Esposende                                              | Esposende                  | Norte                 |                                                                        |
| Irmandade Da Santa Casa Da Misericórdia De Alijó Santa Casa Alijó Misericórdia Alijó              | Alijó                      | Centro                |                                                                        |
| Irmandade Da Santa Casa Da Misericórdia De Fátima - Ourém                                         | Ourém                      | Centro                |                                                                        |
| Irmandade Da Santa Casa Da Misericórdia De Armação De Pera                                        | Armação De Pera            | Algarve               |                                                                        |
| Santa Casa Da Misericórdia De Canha                                                               | Canha                      |                       |                                                                        |
| Irmandade Da Santa Casa Da Misericórdia De Sarzedas                                               |                            |                       |                                                                        |
| Irmandade Da Santa Casa Da Misericórdia De São Bento De Arnóia                                    |                            |                       |                                                                        |
| Irmandade Da Santa Casa Da Misericórdia De Aljubarrota                                            | Aljubarrota                | Centro                |                                                                        |
| Irmandade Da Santa Casa Da Misericórdia De Tarouca                                                | Tarouca                    | Centro                |                                                                        |
| Irmandade Da Santa Casa Da Misericórdia Da Sertã                                                  | Sertã                      | Centro                |                                                                        |
| Santa Casa Da Misericórdia Da Sertã                                                               | Sertã                      | Centro                |                                                                        |
| Irmandade De Santa Casa Da Misericórdia Da Bismula                                                |                            |                       |                                                                        |
| Santa Casa Da Misericórdia Do Concelho De Oliveira Do Bairro                                      | Oliveira Do Bairro         | Centro                |                                                                        |
| Irmandade Da Santa Casa Da Misericórdia De Vila Nova De Gaia                                      | Vila Nova De Gaia          | Norte                 |                                                                        |
| Irmandade Da Santa Casa Da Misericórdia De Vera Cruz De Gondomar                                  | Gondomar                   | Norte                 |                                                                        |
| Irmandade Da Santa Casa Da Misericórdia De Penalva Do Castelo                                     | Penalva Do Castelo         | Centro                |                                                                        |
| Irmandade Da Santa Casa Da Misericórdia Da Vila Da Ericeira                                       | Ericeira                   | Lisboa e Vale do Tejo |                                                                        |
| Irmandade Da Santa Casa Da Misericórdia De Góis                                                   | Góis                       | Centro                |                                                                        |
| Irmandade Da Santa Casa Da Misericórdia De Proença-a-velha                                        | Proença-a-velha            | Centro                |                                                                        |
| Irmandade Da Santa Casa Da Misericórdia De Freamunde                                              | Freamunde                  | Norte                 |                                                                        |
| Fundo De Pensões Da Santa Casa Da Misericórdia De Lisboa                                          | Lisboa                     | Lisboa e Vale do Tejo |                                                                        |
| Irmandade Da Santa Casa Da Misericórdia De Valongo                                                | Valongo                    | Norte                 |                                                                        |
| Irmandade Da Santa Casa Da Misericórdia De São João Da Pesqueira                                  | São João Da Pesqueira      | Norte                 |                                                                        |
| Irmandade Da Santa Casa Da Misericórdia De Montalegre                                             | Montalegre                 | Norte                 |                                                                        |
| Irmandade Da Santa Casa Da Misericórdia De Unhão                                                  | Unhão                      |                       |                                                                        |
| Irmandade Da Santa Casa Da Misericórdia De Peniche                                                | Peniche                    | Lisboa e Vale do Tejo |                                                                        |
| Irmandade Da Santa Casa Da Misericórdia De Paços De Ferreira                                      | Paços De Ferreira          | Norte                 |                                                                        |
| Santa Casa Da Misericórdia De Oliveira De Azeméis                                                 | Oliveira De Azeméis        | Centro                |                                                                        |
| Santa Casa Da Misericórdia De Sintra                                                              | Sintra                     | Lisboa e Vale do Tejo |                                                                        |
| Irmandade De Nossa Senhora Das Necessidades Da Santa Casa Da Misericórdia De Vila Nova De Poiares | Vila Nova De Poiares       | Centro                |                                                                        |
| Santa Casa Da Misericórdia Da Madalena                                                            |                            |                       |                                                                        |
| Irmandade Da Santa Casa Da Misericórdia De Penacova                                               | Penacova                   | Centro                |                                                                        |
| Irmandade Da Santa Casa Da Misericórdia De Tentúgal                                               | Tentúgal                   | Norte                 |                                                                        |
| Irmandade Da Santa Casa Da Misericórdia De Vila Cova Do Alva                                      | Vila Cova Do Alva          |                       |                                                                        |
| Irmandade Da Santa Casa Da Misericórdia Dos Altares                                               | Altares                    |                       |                                                                        |
| Irmandade Da Santa Casa Da Misericórdia Da Murtosa                                                | Murtosa                    |                       |                                                                        |
| Irmandade Da Santa Casa Da Misericórdia De Riba D'ave                                             | Riba D'ave                 | Norte                 |                                                                        |
| Irmandade Da Santa Casa Da Misericordia Das Velas                                                 |                            |                       |                                                                        |
| Santa Casa Da Misericórdia De Abrantes                                                            | Abrantes                   | Lisboa e Vale do Tejo |                                                                        |
| Irmandade Da Santa Casa Da Misericórdia De Fornos De Algodres                                     | Fornos De Algodres         | Centro                |                                                                        |
| Irmandade Da Santa Casa Da Misericórdia Da Batalha                                                | Batalha                    | Lisboa e Vale do Tejo |                                                                        |
| Irmandade Da Santa Casa Da Misericórdia De Murça                                                  | Murça                      | Alentejo              |                                                                        |
| Irmandade Santa Casa Misericórdia De Resende                                                      | Resende                    |                       |                                                                        |
| Irmandade Da Santa Casa Da Misericórdia De S.miguel De Refojos                                    | S.miguel De Refojos        | Norte                 |                                                                        |
| Irmandade Da Santa Casa Da Misericórdia De Aguiar Da Beira                                        | Aguiar Da Beira            | Centro                |                                                                        |
| Santa Casa Da Misericórdia De Riba De Ave                                                         | Riba De Ave                | Norte                 |                                                                        |
| Santa Casa Da Misericórdia De Santa Cruz Das Flores                                               | Santa Cruz Das Flores      | Açores                |                                                                        |
| Irmandade Da Santa Casa Da Misericórdia De Alverca Da Beira                                       | Alverca Da Beira           | Centro                |                                                                        |
| Santa Casa Da Misericórdia De Salvaterra De Magos                                                 | Salvaterra De Magos        | Lisboa e Vale do Tejo |                                                                        |
| Santa Casa Da Misericórdia De Salvaterra Do Extremo                                               |                            | Lisboa e Vale do Tejo |                                                                        |
| Santa Casa Da Misericórdia De Monção                                                              | Monção                     | Norte                 |                                                                        |
| Santa Casa Da Misericórdia De Sobreira Formosa                                                    |                            |                       |                                                                        |
| Santa Casa Da Misericórdia De Estômbar                                                            | Estômbar                   |                       |                                                                        |
| Santa Casa Da Misericórdia De Arêz                                                                | Arêz                       |                       |                                                                        |
| Santa Casa Da Misericórdia De Armamar                                                             | Armamar                    | Norte                 |                                                                        |
| Santa Casa Da Misericórdia De Alcafozes                                                           | Alcafozes                  |                       |                                                                        |
| Santa Casa Da Misericórdia De Alcoutim                                                            | Alcoutim                   | Algarve               |                                                                        |
| Santa Casa Da Misericórdia De Amieira Do Tejo                                                     | Amieira Do Tejo            |                       |                                                                        |
| Santa Casa Da Misericórdia De Lavre                                                               | Lavre                      |                       |                                                                        |
| Santa Casa Da Misericórdia De Segura                                                              | Segura                     |                       |                                                                        |
| Santa Casa Da Misericórdia De Vilar Maior                                                         | Vilar Maior                |                       |                                                                        |
| Santa Casa Da Misericórdia De Monsanto                                                            | Monsanto                   | Centro                |                                                                        |
| Santa Casa Da Misericórdia De Elvas                                                               | Elvas                      | Alentejo              |                                                                        |